# マラヒート設計局
アカデミー会員N. N. イザーニン名称サンクトペテルブルク海洋工学設計局マラヒート (ロシア語: Санкт-Петербургское морское бюро машиностроения «Малахит» имени академика Н. Н. Исанина、AO "СПМБМ" «Малахит»、ラテン文字転写例: Sankt-Peterburgskoye morskoye byuro mashinostroyeniya «Malakhit» imeni akademika N. N. Isanina、AO "SPMBM" «Malakhit»)、マラヒート設計局は1948年にサンクトペテルブルクに開設された設計局で、潜水艦の設計を専門に取り扱っている。
1974年に第143設計局 (SKB-143) とTsPB ヴォルナ (TsKB-16) が統合されて成立した。
1998年に国営単一企業SPMBM マラヒートに改組され、2001年には連邦国営単一企業SPMBM マラヒート、さらに2008年には公開株式会社SPMBM マラヒートとなった。現在は統一造船会社の100%子会社である。

## 開発
100以上の潜水艦開発プロジェクトを担当し、原子力潜水艦94隻を含む300隻以上の潜水艦が本設計局の設計に基づいて建造された。
- ノヴェンバー型原子力潜水艦 － プロイェクト627(A)。ソビエト連邦初の原子力潜水艦。
- ゴルフ型潜水艦 － プロイェクト629。通常動力弾道ミサイル潜水艦。搭載数は少なかったが、SLBMの試験プラットフォームとして貢献した。
- K-27 － プロイェクト645。ソビエト連邦初の液体金属冷却炉搭載原潜。
- K-162 － プロイェクト661。世界最速の潜水艦
- ヴィクターI型原子力潜水艦 － プロイェクト671 (計画名：ヨールシュ)
- ヴィクターII型原子力潜水艦 － プロイェクト671RT (計画名：スョームガ)
- ヴィクターIII型原子力潜水艦 － プロイェクト671RTM (計画名：シチューカ)
- アルファ型潜水艦水艦  － プロイェクト705 (計画名：リーラ)。原子力潜水艦の艦級として液体金属冷却炉を採用したのは本型が最初にして唯一。
- アクラ型潜水艦 － プロイェクト971 (計画名：シチューカ-B)。1990年代から2020年代にかけてロシア潜水艦隊の主力を務める第3世代型原潜。
- ヤーセン型原子力潜水艦 － プロイェクト885。第4世代型原潜。
- ハスキー型原子力潜水艦 － 開発中の第5世代型原潜[2][3]。
- コンスル － 深海救難艇。

## 歴代主任設計技師
- アレクセイ・アレクサンドロヴィチ・アンチピン － SKB-143 主任設計技師 (1949年1月19日 － 1953年2月18日)
- ウラジーミル・ニコラエヴィチ・ペレグドフ － SKB-143主任設計技師 (1953年2月18日 － 1958年4月16日)
- ウラジーミル・イヴァノヴィチ・ドゥボヴィチェンコ － SKB-143主任設計技師 (1958年4月16日 － 1962年11月20日)
- ボリス・コンスタンティノヴィチ・ラズロトフ － SKB-143主任設計技師 (1962年11月20日 － 1963年12月18日)
- ニコライ・ニキーティチ・イザーニン － TsKB-16主任設計技師 (1950年2月1日 － 1963年12月18日)、SKB-143主任設計技師 (1963年12月18日 － 1974年4月5日)
- ニコライ・フェドセーヴィチ・シュルツェンコ － TsKB-16主任設計技師 (1963年12月18日 － 1974年4月5日)
- ゲオルギー・ニコラエヴィチ・チェルニシェフ － SKB-143主任設計技師 (1974年4月15日 － 1964年5月16日)、SPMBM マラヒート首席設計技師 (1984年5月16日 － 1986年4月14日)
- ヴィクトル・ヴァシリーエヴィチ・ベロモレツ － SPMBM マラヒート首席設計技師 (1986年4月14日 － 1992年5月21日)
- アナトリー・ヴァレリーエヴィチ・クテニコフ － SPMBM マラヒート首席設計技師 (1992年5月21日 － 1998年12月31日)
- ウラジーミル・ニコラエヴィチ・ピャロフ － SPMBM マラヒート首席設計技師、社長
- ウラジーミル・ユーリエヴィチ・ドロフィエフ － SPMBM マラヒート社長 (2011年以降)

## 設計技士
- ゲンナジー・ドミトリーエヴィチ・モロズキン
- アナトリー・ボリソヴィチ・ペトロフ
- ユーリ・イヴァノヴィチ・ファラファントフ
- ラジー・アナトーリエヴィチ・シュマコフ

## 注記
1. ↑  МБМ «Малахит», podlodka.info
2. ↑  “Хаски (проект СПМБМ Малахит) | MilitaryRussia.Ru — отечественная военная техника (после 1945г.)”.   militaryrussia.ru. 2017年9月19日閲覧。
3. ↑  “Названы сроки создания в России подлодки пятого поколения” 2017年9月19日閲覧。